# Án lệ 33/2020/AL
Án lệ 33/2020/AL về trường hợp cá nhân được Nhà nước giao đất nhưng không sử dụng mà để người khác quản lý, sử dụng ổn định, lâu dài là án lệ công bố thứ 33 thuộc lĩnh vực dân sự của Tòa án nhân dân tối cao tại Việt Nam, được Hội đồng Thẩm phán Tòa án nhân dân tối cao thông qua, Chánh án Tối cao Nguyễn Hòa Bình ra quyết định công bố ngày 25 tháng 2 năm 2020, và có hiệu lực cho tòa án các cấp trong cả nước nghiên cứu, áp dụng trong xét xử từ ngày 15 tháng 4 năm 2020. Án lệ 33 dựa trên nguồn là Quyết định giám đốc thẩm số 34 ngày 26 tháng 6 năm 2018 của Tòa án nhân dân cấp cao tại Hà Nội về vụ án kiện đòi tài sản nhà, đất và tiền bồi thường hỗ trợ khi Nhà nước thu hồi đất tại tỉnh Hưng Yên, nội dung xoay quanh đòi quyền sử dụng đất; tài sản để người khác quản lý, sử dụng đất ổn định, lâu dài; xây dựng nhà ở ổn định; và đăng ký kê khai quyền sử dụng đất. Án lệ này do Vụ Pháp chế và Quản lý khoa học Tòa án nhân dân tối cao đề xuất.
Trong vụ việc, nguyên đơn là ba mẹ con Bùi Thị P, Lê Ngọc T1 và Lê Thị Thanh X đệ đơn khởi kiện bị đơn là anh họ của chồng tức Lê Ngọc T2, yêu cầu đòi lại mảnh đất và phần tiền bồi thường một phần mảnh đất đó khi mà bất động sản này được Nhà nước thu hồi để xây dựng đường giao thông. Mảnh đất được xin cấp phép bởi bố mẹ nhà chồng nguyên đơn, được bị đơn quản lý, cư trú và sử dụng hơn 40 năm. Từ đây, vụ án được chọn làm án lệ để xác định sự cách biệt giữa giấy tờ và thực tế, quyền lợi của người quản lý, sử dụng bất động sản trong thời gian dài và ổn định.

## Tóm lược vụ án
Tại xã Đình Cao, huyện Phù Cừ, tỉnh Hưng Yên có gia đình họ Lê với anh em ruột là Lê Ngọc U (gọi tắt: cụ U), Lê Ngọc C1 (gọi tắt: cụ C1). Cụ C1 cư trú tại quê nhà; anh trai là cụ U vùng vợ là Bùi Thị T (gọi tắt: cụ T) cùng tới Lạng Sơn để công tác và sinh sống trong hầu hết cuộc đời, thỉnh thoảng về quê nhà Hưng Yên để thăm nom họ hàng. Trong những năm 70, 80, vợ chồng cụ U, cụ T đôi lần về Hưng Yên làm thủ tục xin đất để giãn dân rồi giao cho em trai là cụ C1 quản lý, cụ C1 tiếp tục giao cho con trai là Lê Ngọc T2 (gọi tắt: ông T2) quản lý, xây nhà và sử dụng.
Sinh sống ở Lạng Sơn, cụ U và cụ T có người con trai là Lê Ngọc H (gọi tắt: ông H), lấy vợ là Bùi Thị P (gọi tắt: bà P), có hai con là Lê Ngọc T1 và Lê Thị Thanh X. Trải qua một thời gian dài, cụ U, cụ T và con trai là ông H qua đời ở Lạng Sơn, không để lại di chúc nào cho ba mẹ con bà P. Từ đây, sự việc phát sinh khi bà P cùng các con trở lại Hưng Yên, có nguyện vọng muốn đòi lại mảnh đất mà bố mẹ chồng đã xin cấp phép từ ngày xưa. Mảnh đất này sau nhiều năm cũng trải qua giai đoạn được Nhà nước thu hồi một phần để phục vụ cho công tác giải phóng mặt bằng phục vụ xây dựng đường sá, đã có bồi thường. Bà P đại diện cho hai con, là nguyên đơn khởi kiện anh họ của chồng là ông T2, đệ đơn tới Tòa án nhân dân huyện Phù Cừ để yêu cầu đòi lại; vụ án dần dần trải qua các tòa ở Phù Cừ rồi Tòa án nhân dân tỉnh Hưng Yên, giám đốc thẩm ở Tòa án nhân dân cấp cao tại Hà Nội mới đi đến hồi kết.

## Tranh tụng

### Nguyên đơn
Tại đơn khởi kiện và quá trình tố tụng, nguyên đơn mẹ con Bùi Thị P, Lê Ngọc T1 và Lê Thị Thanh X do mẹ là Bùi Thị P đại diện theo uỷ quyền trình bày: cụ Lê Ngọc U và cụ Bùi Thị T quê ở thôn Đ, xã Đình Cao, huyện Phù Cừ, tỉnh Hưng Yên. Hai cụ công tác, sinh sống và chết tại tỉnh Lạng Sơn. Cụ U và cụ T có một người con duy nhất là Lê Ngọc H, là chồng của nguyên đơn Bùi Thị P. Năm 1973, cụ U về quê xin Ủy ban nhân dân xã Đình Cao cấp cho một thửa đất ở diện tích 1.079 m² tại quê. Năm 1976, ông H về quê xây một ngôi nhà ba gian mái bằng, một gian gác và toàn bộ công trình phụ gồm bếp, giếng, nhà tắm, nhà vệ sinh trên thửa đất trên để cho cụ U và cụ T khi đó đã nghỉ hưu về quê ở. Cụ U và cụ T ở tại nhà đất đó một thời gian thì chuyển vào trong làng tại nhà, đất của bố mẹ cụ T để lại.
Năm 1977, cụ Lê Ngọc C1 là em trai của cụ U mượn nhà, đất trên cho con trai là ông Lê Ngọc T2 ở nhờ. Năm 1985, bà P kết hôn với ông H, khi đó cụ U, cụ T và ông H đều ở tại 53 C, phường Đông Kinh, thành phố Lạng Sơn, tỉnh Lạng Sơn. Ngày 22 tháng 1 năm 1994, cụ T chết và ngày 20 tháng 12 năm 1995, cụ U chết đều không để lại di chúc (hai cụ đều chết tại Lạng Sơn). Theo nguyên đơn trình bày thì trước lúc cụ T qua đời có giao cho bà P giữ tờ giấy xã giao đất cho cụ U ở thôn Đ năm 1973, nhưng năm 2008 xảy ra trận lũ lịch sử ở Lạng Sơn, nhà bà P bị ngập nước nên toàn bộ giấy tờ cá nhân đều bị hư hỏng hết. Năm 2008, ông Lê Ngọc T2 lên Lạng Sơn gặp ông H đề nghị viết giấy uỷ quyền để ông T2 nhận tiền bồi thường do Nhà nước thu hồi đất để mở Quốc lộ 38B. Tháng 6 năm 2009, ông H chết không để lại di chúc nhưng có dặn lại mẹ con bà P về quê đòi lại nhà, đất cho ông T2 mượn. Bà P và các con đề nghị gia đình ông T2 trả lại toàn bộ nhà, đất và 398,638 triệu đồng tiền đền bù khi Nhà nước thu hồi đất năm 2008.

### Bị đơn
Bị đơn là Lê Ngọc T2 trình bày: thửa đất gia đình ông đang quản lý, sử dụng là do bố ông, tức cụ Lê Ngọc C1 nhờ cụ Lê Ngọc U (là anh cụ C1) đứng tên xin hộ từ năm 1974, nhưng trên thực tế thì bố ông là người trực tiếp nhận đất. Năm 1975, bố ông cho vợ chồng ông ra làm nhà ở trên thửa đất này. Kể từ khi vợ chồng ông ở trên đất cho đến khi vợ chồng cụ U và ông H chết, chưa khi nào gia đình cụ U nhận đất đó là của mình và cũng chưa khi nào cụ U hay ông H về xây dựng nhà trên thửa đất này. Toàn bộ ngôi nhà và các tài sản trên đất hiện nay đều do vợ chồng ông xây dựng và tạo lập. Năm 1998, ông đã kê khai đứng tên chủ sử dụng đất. Năm 2008, khi Nhà nước thu hồi đất để mở rộng Quốc lộ 38B, gia đình ông được bồi thường hơn 300 triệu đồng; do sổ sách không thể hiện tên của gia đình ông nên Ủy ban nhân dân xã Đình Cao yêu cầu ông phải có giấy cam kết của người đứng tên trên hồ sơ 299 nên ông lên Lạng Sơn gặp ông H đề nghị viết giấy cam kết. Ông H đã viết cho ông tờ giấy cam kết ghi ngày 10 tháng 4 năm 2008 xác định toàn bộ thửa đất mà cụ U được xã cấp cho từ năm 1974 đã giao cho ông sử dụng; từ trước tới nay và từ nay về sau gia đình không có ý kiến gì đối với mảnh đất đó. Do vậy, bị đơn không chấp nhận toàn bộ yêu cầu khởi kiện của mẹ con bà P.

### Xác nhận địa phương
Theo Ủy ban nhân dân xã Đình Cao cung cấp thì thửa đất mà gia đình bị đơn đang quản lý, sử dụng thể hiện trên bản đồ 299 lập năm 1981 có diện tích là 1.073 m² tại thửa số 117, tờ bản đồ số 15; sổ mục kê năm 1986 tại trang 128 ghi tên chủ sử dụng đất là Lê Ngọc U1. Ủy ban nhân dân xã đã tiến hành xác minh và kết luận Lê Ngọc U1 là người cùng làng Đ, nhưng không phải là chủ sử dụng thửa đất này, mà người đứng tên chủ sử dụng trong sổ mục kê là Lê Ngọc U mới chính xác. Theo bản đồ địa chính xã Đình Cao hoàn thành tháng 12 năm 1998, tại tờ bản đồ số 31 thì thửa đất hộ ông T2 đang quản lý, sử dụng gồm có bốn thửa: thửa số 269 (T) diện tích 574,4 m²; thửa 251 (ao) diện tích 261,2 m²; thửa số 286 (ao) diện tích 152,9 m²; thửa số 301 có diện tích 149,1 m² là đất hành lang đường 38B. Tổng diện tích các thửa và hành lang là 1.177,6 m². Theo sổ mục kê lập năm 1998, tại các trang 86, 87 thì các thửa đất trên đều ghi tên chủ sử dụng đất là Lê Ngọc T2.

## Xét xử

### Sơ thẩm
Ngày 31 tháng 3 năm 2015, tại trụ sở ở xã Tống Phan, huyện Phù Cừ, tỉnh Hưng Yên, phiên tòa sơ thẩm ra quyết định đã diễn ra, Toà án nhân dân huyện Phù Cừ đã quyết định:  chấp nhận một phần yêu cầu khởi kiện của nguyên đơn là anh em Lê Thị Thanh X và Lê Ngọc T; đối với nguyên đơn Bùi Thị P (mẹ của hai anh em) thì Tòa tuyên không có quyền lợi gì liên quan đến di sản của Lê Ngọc U và Bùi Thị T để lại. Quyết định giao cho vợ chồng bị đơn Lê Ngọc T2 và Doãn Thị V đang quản lý, sử dụng theo số liệu đo đạc thực tế ngày 8 tháng 8 năm 2014 là 990 m²; trong đó: đất ở là 816 m²; đất ao là 174 m² (có sơ đồ kèm theo). Bị đơn Lê Ngọc T2 và bà V có nghĩa vụ đăng ký quyền sử dụng đất được giao tại cơ quan nhà nước có thẩm quyền, theo quy định của pháp luật đất đai. Nhà ở, các công trình xây dựng, cây cối, hoa màu nằm trên thửa đất là thuộc sở hữu của ông T2, bà V. Tòa sơ thẩm buộc Lê Ngọc T2 và Doãn Thị V phải thanh toán trả cho nguyên đơn Lê Thị Thanh X và Lê Ngọc T1 giá trị di sản mà chị X và anh T1 được hưởng thừa kế của cụ Lê Ngọc U và cụ Bùi Thị T số tiền là 191.864.200 đồng (một phần theo chia tài sản). Ngoài ra, Toà án cấp sơ thẩm còn quyết định về phần án phí và quyền kháng cáo của các đương sự.

### Phúc thẩm
Ngày 15 tháng 4 năm 2015, bị đơn Lê Ngọc T2 kháng cáo một phần bản án, nguyên đơn cũng có kháng cáo. Ngày 28 tháng 9 năm 2017, tại trụ sở tòa số 686 đường Nguyễn Văn Linh, phường Hiền Nam, thành phố Hưng Yên, phiên phúc thẩm với phán quyết đã diễn ra, Toà án nhân dân tỉnh Hưng Yên quyết định: chấp nhận một phần yêu cầu khởi kiện, yêu cầu kháng cáo của nguyên đơn. Tuyên sửa bản án dân sự sơ thẩm của Toà án nhân dân huyện Phù Cừ, tỉnh Hưng Yên như sau: giao cho bị đơn diện tích 621,2 m² thửa đất số 117, tờ bản đồ số 15, bản đồ 299 lập năm 1981 thôn Đ, xã Đình Cao đứng tên cụ Lê Ngọc; giao cho nguyên đơn diện tích 369 m² (trong đó có 174,2 m² đất ao) tại thửa đất tranh chấp cùng tài sản trên đất là một nhà xây cấp bốn lợp tôn, một kho lán, một chuồng chăn nuôi, tường bao phía tây trên diện tích đất được giao.
Bà P quản lý cả phần tài sản của hai con (việc giao đất, tài sản, kích thước có sơ đồ cụ thể kèm theo). Bên cạnh đó, bà P phải thanh toán trả lại cho bị đơn giá trị công trình trên đất được giao số tiền là 47,068 triệu đồng. Tòa buộc bị đơn phải thanh toán trả cho nguyên đơn giá trị di sản mà họ được hưởng thừa kế của cụ Lê Ngọc U và cụ Bùi Thị T số tiền là 199,319 triệu đồng. Ngoài ra, bản án còn tuyên về án phí và trách nhiệm do chậm thi hành án.

### Kháng nghị
Ngày 25 tháng 10 năm 2017, bị đơn có đơn đề nghị xem xét theo thủ tục giám đốc thẩm đối với bản án dân sự phúc thẩm nêu trên. Ngày 28 tháng 3 năm 2017, Viện trưởng Viện kiểm sát nhân dân cấp cao tại Hà Nội kháng nghị đối với bản án dân sự phúc thẩm của Toà án nhân dân tỉnh Hưng Yên, đề nghị Ủy ban Thẩm phán Toà án nhân dân cấp cao tại Hà Nội xét xử giám đốc thẩm, huỷ bản án dân sự phúc thẩm nêu trên và bản án dân sự sơ thẩm của Toà án nhân dân huyện Phù Cừ, tỉnh Hưng Yên; giao hồ sơ vụ án cho Toà án nhân dân huyện Phù Cừ, tỉnh Hưng Yên xét xử sơ thẩm lại theo đúng quy định của pháp luật.

## Giám đốc thẩm
Ngày 26 tháng 6 năm 2018, với yêu cầu kháng nghị của Chánh án Tòa án nhân dân cấp cao và sự nhất trí của Viện Kiểm sát, Ủy ban Thẩm phán Tòa án nhân dân cấp cao tại Hà Nội đã mở phiên xét xử giám đốc thẩm tại trụ sở tòa ở số ngõ 01, phố Phạm Văn Bạch, phường Yên Hoà, quận Cầu Giấy, Hà Nội. Tại phiên tòa giám đốc thẩm, đại diện Viện kiểm sát đề nghị Ủy ban Thẩm phán chấp nhận kháng nghị của Chánh án Tòa cấp cao, bổ sung kháng nghị về phần án phí.

### Nhận định của tòa án

#### Văn bản
Trong phiên giám đốc thẩm, Hội đồng xét xử có những nhận định về vụ án. Căn cứ lời khai của các bên đương sự đều thừa nhận diện tích đất thuộc thửa số 31 (diện tích đất thực tế là 990,2 m²), tờ bản đồ số 269 tại thôn Đ, xã Đình Cao, huyện Phù Cừ, tỉnh Hưng Yên có nguồn gốc do Uỷ ban nhân dân xã cấp cho cụ Lê Ngọc U từ năm 1973. Thửa đất này hiện do bị đơn đang quản lý, sử dụng, và chưa được cấp giấy chứng nhận quyền sử dụng đất. Bà P (là con dâu của cụ Lê Ngọc U cho rằng) sau khi cụ U được cấp đất, vợ chồng cụ U cùng ông H (là con của cụ U và là chồng của bà) đã mang vật liệu xây dựng từ Lạng Sơn về xây dựng nhà cùng các công trình trên đất. Vợ chồng cụ U ở một thời gian ngắn thì chuyển lên Lạng Sơn ở cùng với vợ chồng bà, cho gia đình cụ C1 (là em cụ U) mượn nhà đất trên để cho bị đơn (là con cụ C1) ở. Trong khi đó, bị đơn và cụ S (là vợ của cụ C1) không thừa nhận mượn nhà, đất của cụ U mà cho rằng do gia đình cụ C1 đông con, chưa có ai lập gia đình, chưa đủ điều kiện cấp đất giãn dân nên nhờ cụ U đứng đơn xin cấp đất hộ cho gia đình cụ C1, cụ C1 là người trực tiếp nhận đất và cho vợ chồng ông T2 ở; đồng thời xuất trình xác nhận của những người nhận vượt đất, xây nhà và các công trình trên đất của ông T2 để chứng minh. Căn cứ vào bản xác nhận của những người làm chứng, biên bản thẩm định gạch nhà của ông T2 với gạch do bà P mang từ Lạng Sơn về để đối chiếu có cơ sở xác định nhà và các tài sản trên đất là của gia đình ông T2 tạo lập.
Đối với diện tích đất tranh chấp, thấy rằng: bà P và ông T2 đều không đưa ra được các giấy tờ chứng minh quyền sử dụng hợp pháp đối với diện tích đất tranh chấp. Tuy nhiên, căn cứ vào lời khai của các bên đương sự, biên bản xác minh tại Uỷ ban nhân dân xã, ông Tạ Quang H (là cán bộ địa chính Hợp tác xã Đình Cao năm 1960 – 1978) có cơ sở xác định năm 1973, cụ Lê Ngọc U công tác ở Lạng Sơn về quê xin đất giãn dân, được Ủy ban nhân dân xã cấp đất cho. Tại biên bản xác minh với cán bộ địa chính xã thể hiện cụ U đứng tên chủ sử dụng thửa đất tranh chấp trên bản đồ giải thửa năm 1981 và sổ mục kê năm 1982; bị đơn đứng tên chủ sử dụng bản đồ địa chính xã năm 1998 và sổ mục kê năm 1998. Theo biên bản xác minh tại Ủy ban nhân dân xã thì nguồn gốc đất bị đơn đang quản lý, sử dụng là do Ủy ban nhân dân xã cấp năm 1973 đứng tên cụ U, việc cụ U đứng tên xin đất cho mình hay xin hộ cụ C1 thì địa phương không nắm được, xã không có tài liệu liên quan đến việc chuyển quyền sử dụng đất, nhưng thực tế gia đình cụ U và ông H (con của cụ U) không sinh sống tại đất này mà gia đình bị đơn quản lý, sử dụng từ năm 1975 đến nay và nộp thuế nhà đất đầy đủ. Tạ Quang H là người giao đất cho cụ U cũng xác nhận cụ U không sử dụng mà do bị đơn sử dụng, sau đó một thời gian, cụ U lại xin mảnh đất khác vì mảnh xin trước đây bị đơn đã sử dụng và Hợp tác xã lại cấp cho cụ U thửa đất thứ hai (hiện ông B, em ông T2 đang sử dụng).

#### Thực tế
Nhận định của Hội đồng xét xử Ủy ban Thẩm phán Tòa án nhân dân cấp cao tại Hà Nội, Quyết định 34/2018/DS-GĐT.
Mặc dù cụ U là người được cấp đất, nhưng sau khi được cấp đất cụ U đã không sử dụng đất mà cho bị đơn sử dụng từ năm 1975 đến nay. Quá trình sử dụng đất, do đất cụ U được cấp là đất vũng nên gia đình cụ C1 và ông T2 đã phải thuê người vượt lấp để tôn nền, xây dựng và sửa chữa nhà nhiều lần, cụ U và ông H đều biết việc vượt lấp, sửa chữa và xây dựng nhà nhưng không có tranh chấp. Ủy ban nhân dân xã và những người làm chứng là những người sống ở địa phương đều xác định cụ U và ông H không về ở, không xây dựng nhà, thỉnh thoảng về chơi và ở nhà cụ C1 ở trong làng. Sau khi vợ chồng cụ U chết, ông H là con duy nhất của cụ U cũng có bản cam kết xác nhận cụ U không về ở được nên giao lại quyền sử dụng thửa đất trên cho ông T2, gia đình không có ý kiến gì về thửa đất đó. Như vậy, cụ U là người được giao đất, nhưng cụ U không sử dụng mà cho ông T2 quản lý, sử dụng thửa đất này từ sau khi cụ U được giao đất (năm 1974) đến nay.
Mặt khác, vụ án này là kiện đòi tài sản là nhà, đất và tiền bồi thường hỗ trợ khi Nhà nước thu hồi đất nên thuộc trường hợp xác định án phí không có giá ngạch. Toà án cấp phúc thẩm xác định án phí có giá ngạch là không đúng. Do đó, kháng nghị của Viện trưởng Viện kiểm sát nhân dân cấp cao tại Hà Nội là có căn cứ chấp nhận. Tuy nhiên, xét thấy Toà án cấp sơ thẩm cũng có sai sót, nhưng những sai sót này có thể khắc phục được tại Toà án cấp phúc thẩm nên không cần thiết phải huỷ bản án sơ thẩm để giải quyết lại vụ án theo thủ tục sơ thẩm nhằm tránh tình trạng kéo dài việc giải quyết vụ án.

### Quyết định
Từ những nhận định này, Hội đồng xét xử Ủy ban Thẩm phán Tòa án nhân dân cấp cao tại Hà Nội ra quyết định: huỷ toàn bộ bản án dân sự phúc thẩm của Toà án nhân dân tỉnh Hưng Yên về vụ án kiện đòi tài sản nhà, đất và tiền bồi thường hỗ trợ khi Nhà nước thu hồi đất giữa nguyên đơn là Bùi Thị P (tên gọi khác Bùi Thị Hương P), Lê Ngọc T1, Lê Thị Thanh X với bị đơn là Lê Ngọc T2; người có quyền lợi, nghĩa vụ liên quan là Vũ Thị S, Doãn Thị V, Lê Ngọc C2, Trần Thị N, Lê Thị D1 và Lê Thị D2. Tuyên giao hồ sơ vụ án cho Toà án nhân dân tỉnh Hưng Yên xét xử phúc thẩm lại theo đúng quy định của pháp luật.